# Hotel dla owadów

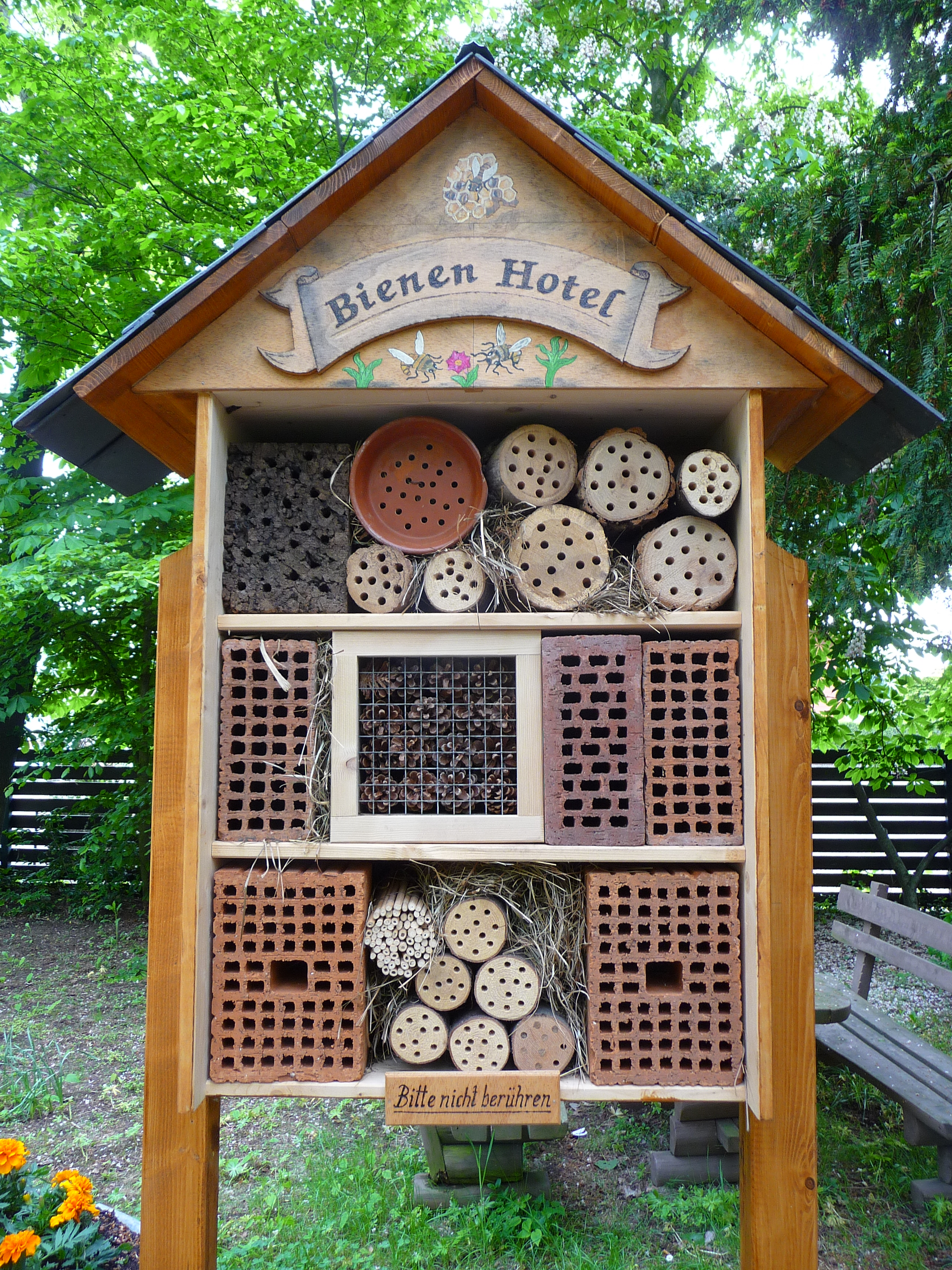
Hotel dla owadów w Vogelpark Plankstadt, Badenia-Wirtembergia, Niemcy

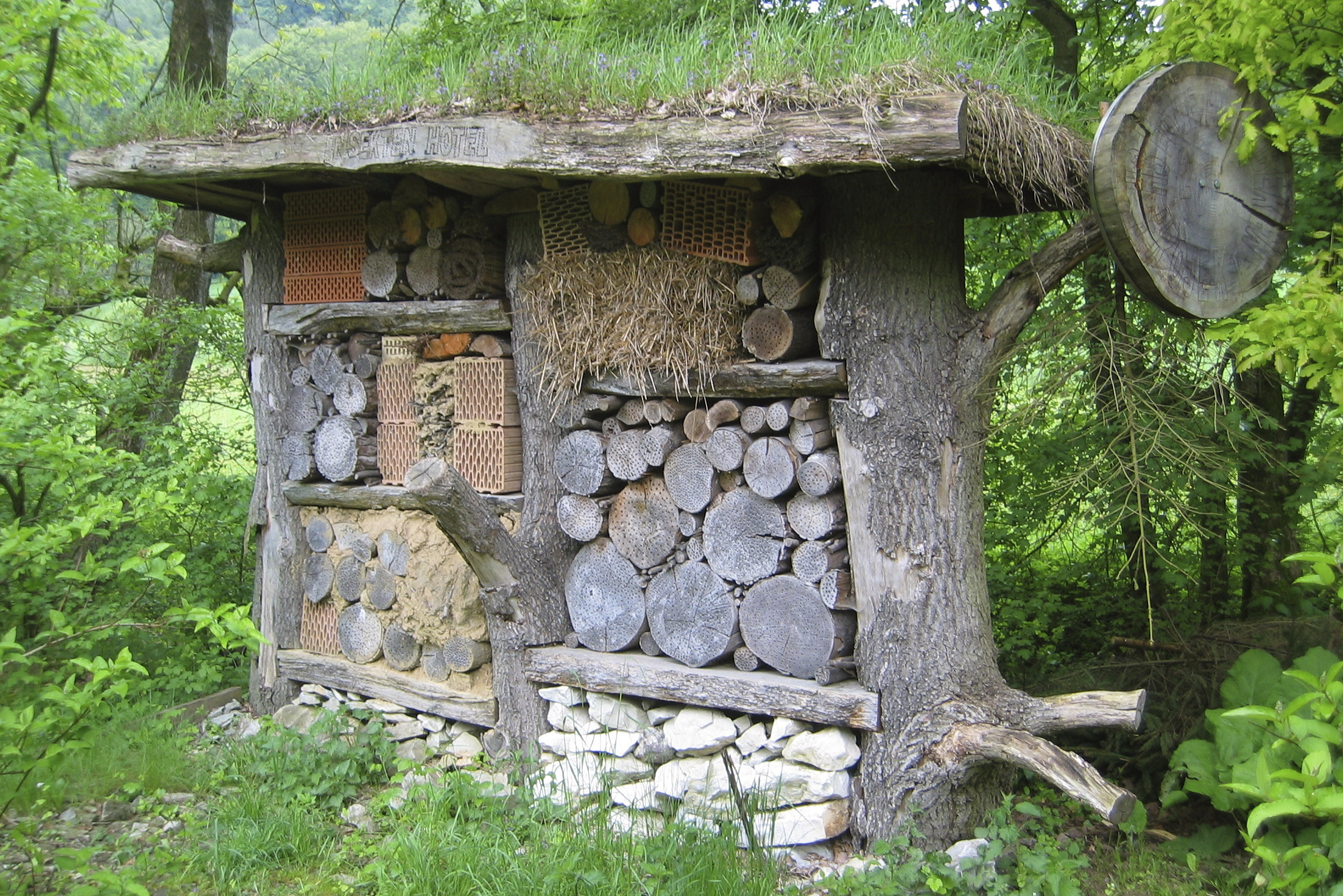
Hotel dla owadów w Waldhaus Durbeke w Altenbeken, Nadrenia Północna-Westfalia, Niemcy

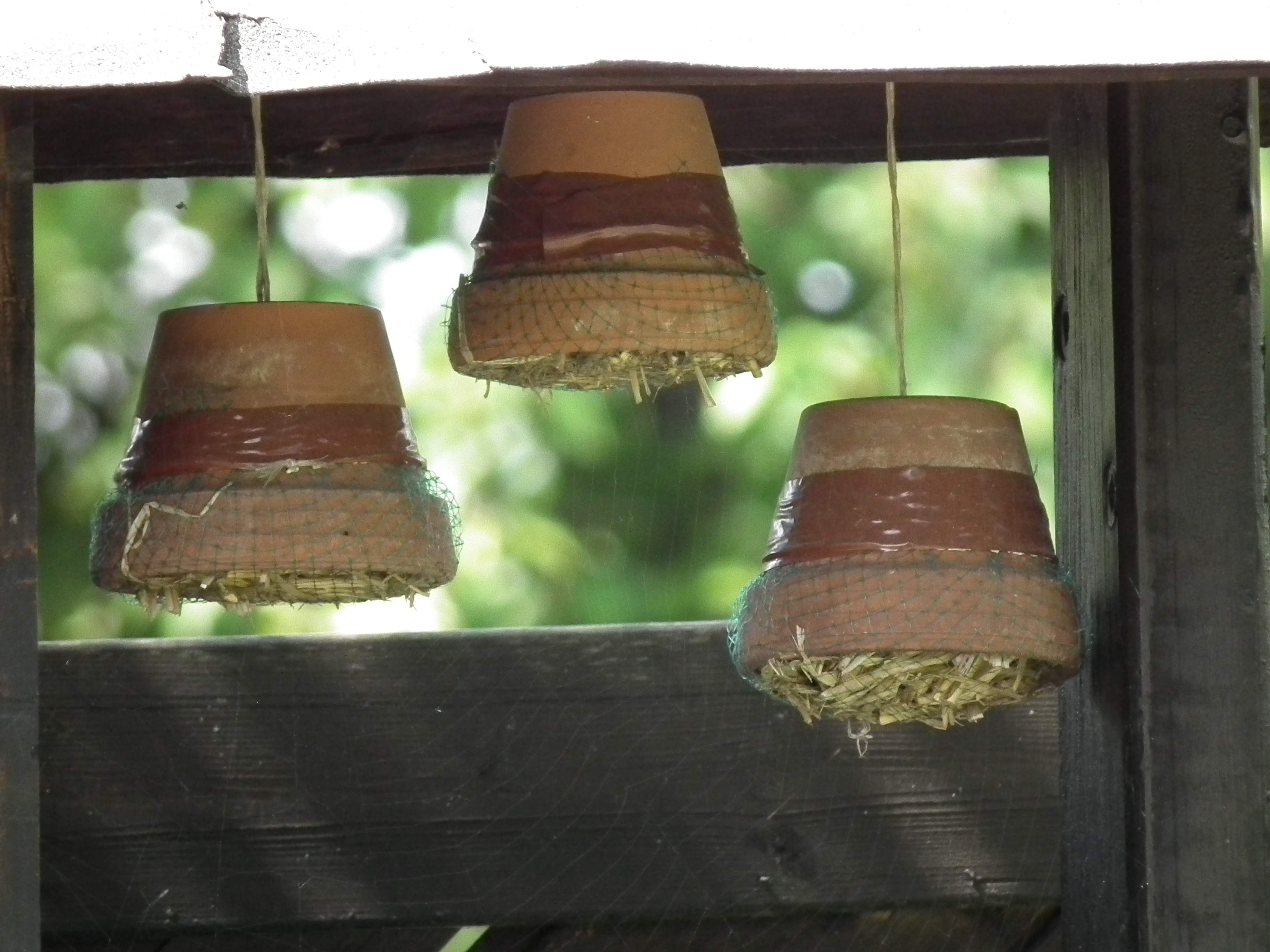
Hotel dla skorków

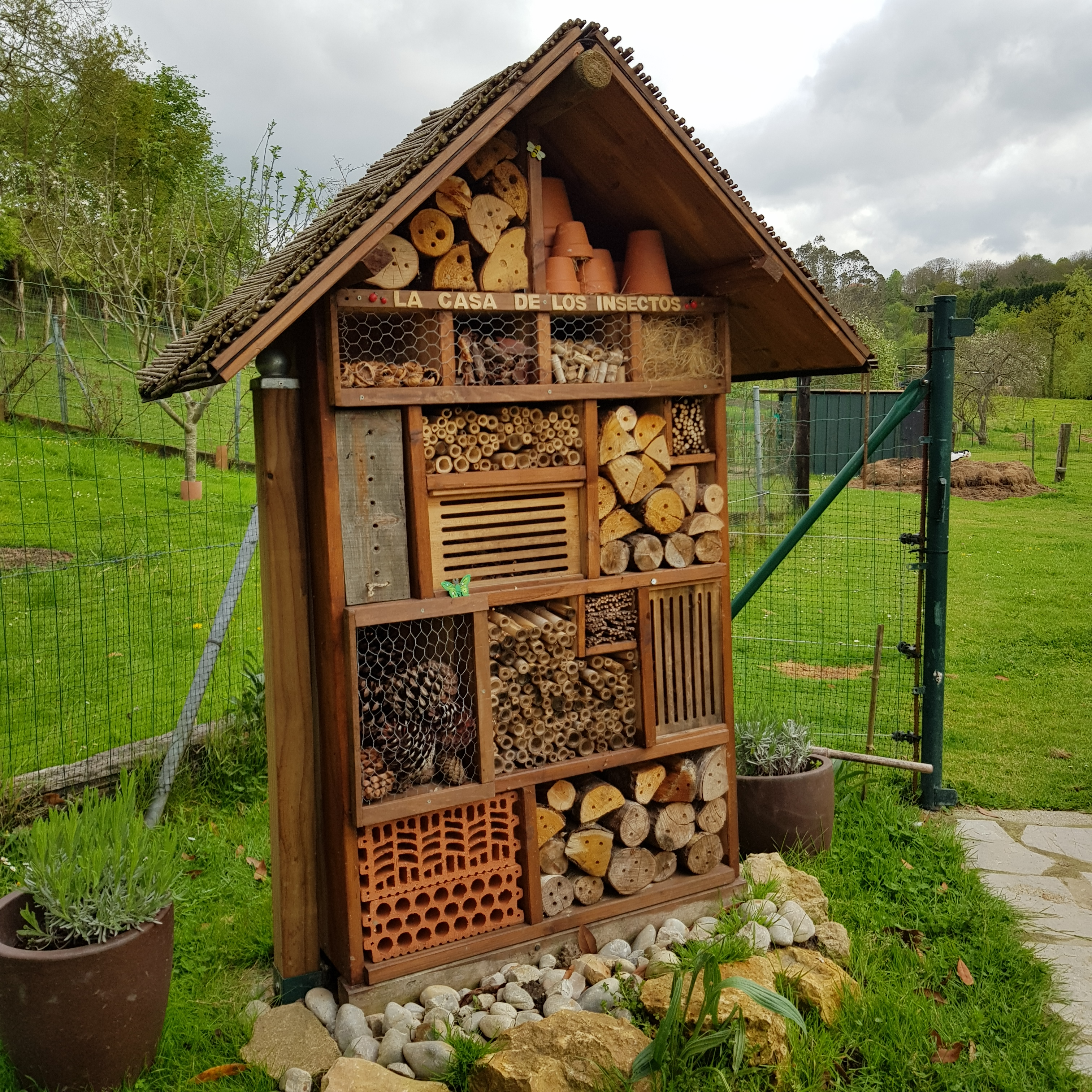
Hotel dla owadów Asturias (Spain)

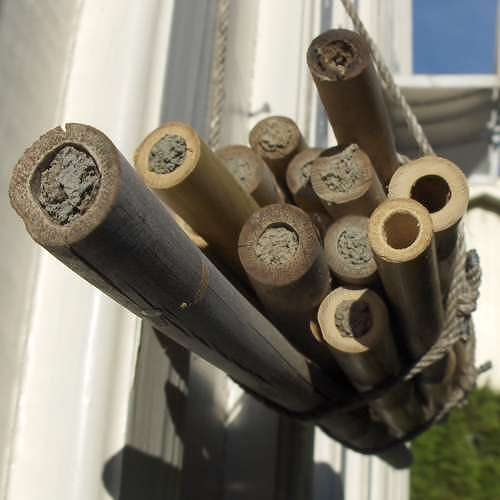
Bambusowy hotel dla pszczół

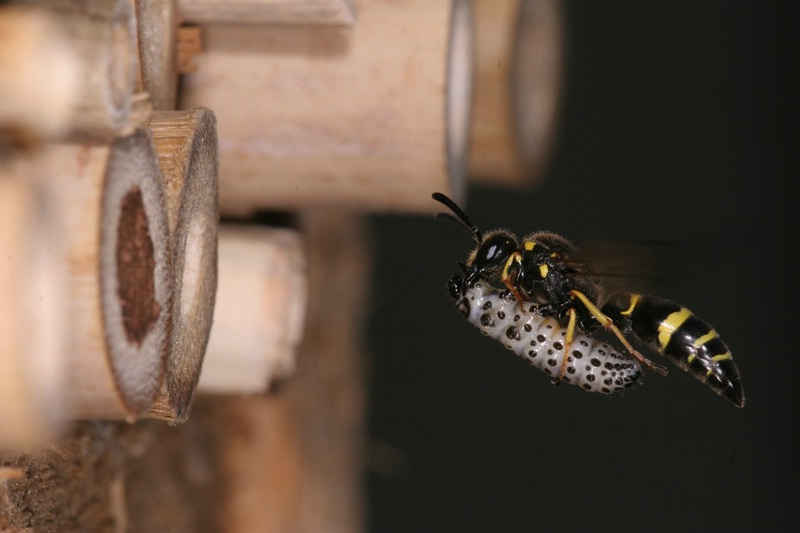
Osa wlatująca do hotelu dla owadów

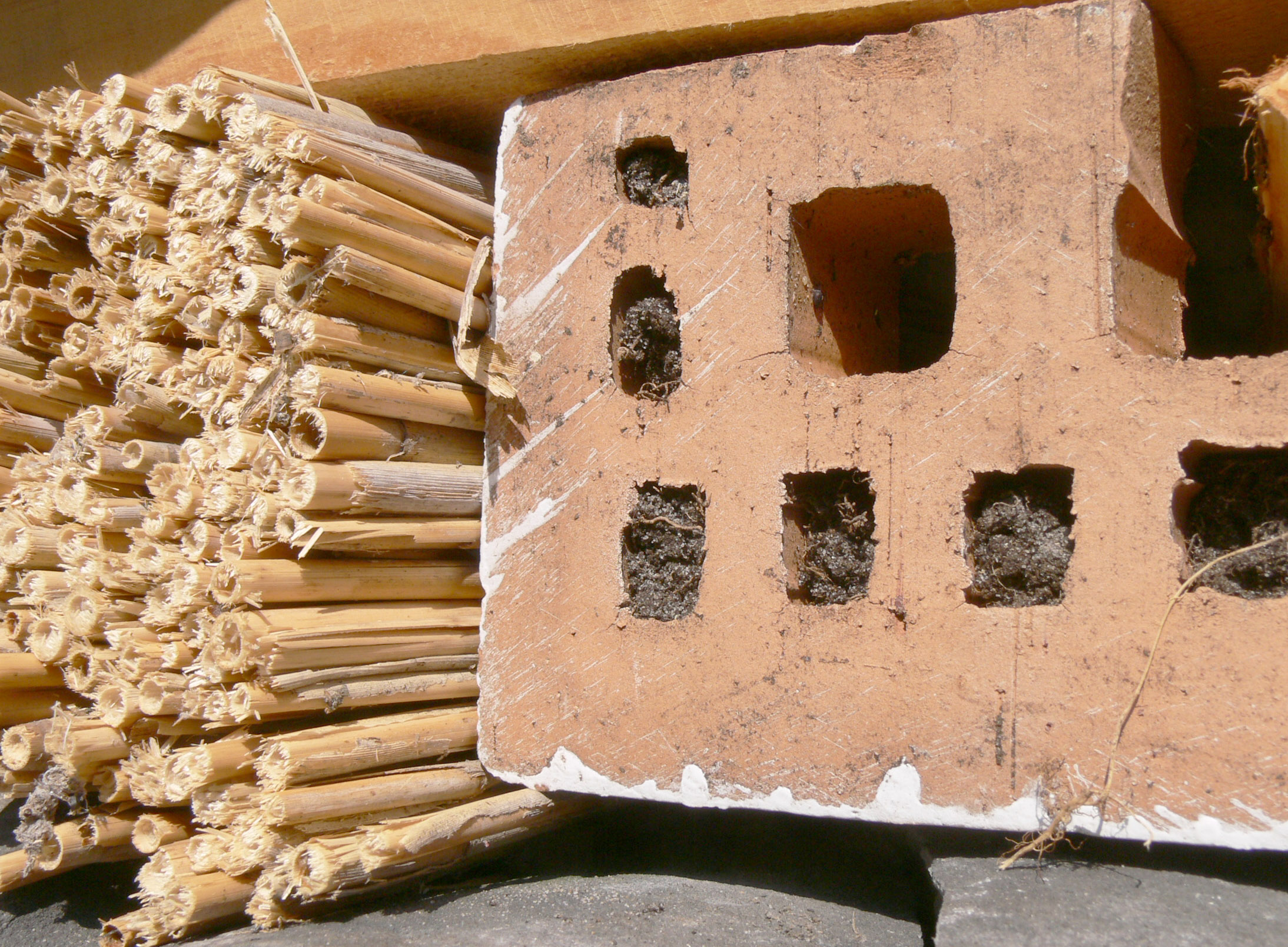
Trzcina, cegła, glina, drewno, kamień – materiały do budowy hotelu dla owadów

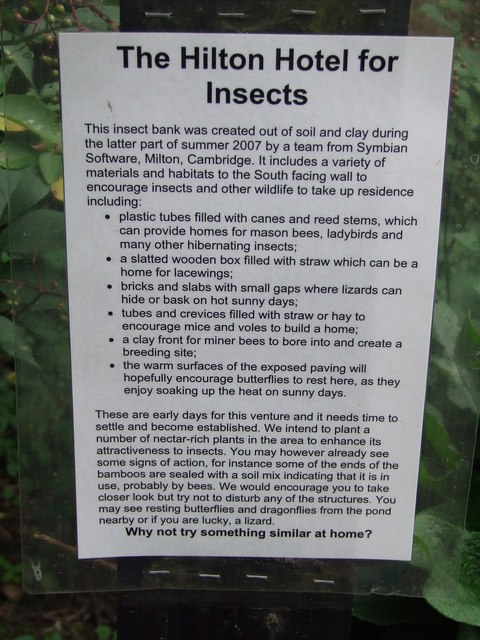
Tabliczka informacyjna na terenie pokazowym w Anglesey w pobliżu Lode, Cambridgeshire, Wielka Brytania

Hotel dla owadów, domek dla owadów, sztuczna pomoc gniazdowa – sztuczna budowla, zapewniająca różnym gatunkom bezkręgowców schronienie i możliwość budowy gniazd. Kształt, użyte materiały i rozmiary budowli zależą od jej celu i wymagań owadów, jakie chce się zwabić.

## Cele
Hotele dla owadów są wykorzystywane przez ogrodników i hodowców owoców i warzyw w celu poprawy zapylania kwiatów roślin owadopylnych, a także stawiane jako forma czynnej ochrony przyrody.
Wiele hoteli dla owadów służy zakładaniu gniazd, np. pszczół samotnic i os samotnic. Owady te przynoszą pożywienie do gniazda, gdzie składają jaja, po czym giną. Hotele dla owadów mogą być też zakładane w celu umożliwienia hibernacji np. biedronkom i motylom. 

## Budowa hotelu dla owadów
Hotel dla owadów można zbudować samodzielnie, wykorzystując odpady i materiały naturalne. Dobrym materiałem budowlanym są suche kamienie, stare kafle, cegły, a także drewno, pnie, gałęzie, słoma, glina, związane w pęki pędy bambusa i trzcin, suche liście, patyki i kora. Różnorodność zastosowanych materiałów oraz różne rozmiary otworów przyciągają zróżnicowane gatunki owadów.  
W centrach ogrodniczych są oferowane gotowe hotele dla owadów.

### Pszczoły i osy samotne
Hotele dla owadów zamieszkuje szereg gatunków samotnych pszczół (np. miesierki, murarki, porobnice) i os (np. kopułkowate). Gatunki samotne, w przeciwieństwie do społecznych takich jak pszczoła miodna czy szerszenie, nie żyją w rodzinach składających się z królowej i robotnic, ale każda samica zakłada własne gniazdo. Gniazda nie są bronione, więc hotel dla owadów jest całkowicie bezpieczny, a zbliżenie się do niego nie grozi pożądleniem. Hotel dla owadów jest odpowiednim siedliskiem tylko dla części samotnych pszczół i os. Nie zamieszkają w nim gatunki, które samodzielnie kopią sobie gniazda w ziemi.
Najpopularniejszy hotel dla pszczół tworzy się z pociętych pni lub odcinka pnia z wywierconymi otworami – norami – różnych rozmiarów (np. 2, 4, 6 i 8 mm), oddalonymi o kilka centymetrów. Otwory powinny być skierowane nieznacznie w dół, aby nie dostawała się tam woda deszczowa. Do tego celu nadają się też bloki kamienne. Otwory powinny być głębokie (ok. 6–10 cm), ale nie na wylot. Otwory wejściowe powinny być gładkie, aby nie uszkadzać delikatnych ciał owadów: te w drewnie przeciera się np. papierem ściernym. Najlepszą lokalizacją hotelu dla owadów jest ciepłe i osłonięte od wiatru miejsce, np. (na półkuli północnej) południowa ściana lub żywopłot. Inne gatunki lubią gniazda zbudowane w użyciem gliny, kamyków, piasku lub zimowanie w przestrzeniach pomiędzy cegłami.
Nawet tak prosta konstrukcja jak kilka kawałków bambusa lub trzciny, związanych lub włożonych do puszki i zawieszonych w ciepłym miejscu, jest odpowiednia dla pszczół samotnic.
Jako sztuczne lokum dla murarek odpowiednie są kawałki trzciny o długości ok. 20 cm, po jednej dla kokonu, które są układane w skrzynkach poziomo, jeden na drugim, pod zadaszeniem. Konstrukcja bywa osłaniana siatką przed ptakami. Pod nią stawia się pudełko z kokonami.

### Motyle
Hibernujące gatunki motyli wyszukują szczeliny w domach i szopach lub w pękach liści. Istnieją specjalne domki dla motyli, których wejścia są konstruowane z uwzględnieniem delikatności skrzydeł tych owadów.

### Owady pasożytnicze
Hotel dla owadów przyciąga też pasożyty. Pszczoły-kukułki np. z podrodziny Nomadinae (koczownice), i „kukułcze” osy (rodzina Chrysididae, złotolitkowate) mogą znosić jaja w gniazdach innych pszczół czy os, aby tamte wyżywiły ich potomstwo. Do kleptopasożytów pszczół i os samotnych należą też niektóre muchówki, błonkówki czy roztocza.

### Drapieżniki
Hotele są zarazem siedliskiem bezkręgowców drapieżnych, które kontrolują ilość niechcianych owadów. Skorki żywią się mszycami, ale same są szkodnikami drzew owocowych oraz kwiatów, takich jak powojniki, dalie i złocienie. Jako miejsca do mieszkania dla nich bywają stosowane odwrócone do góry dnem doniczki z terakoty, wypełnione pękami słomy lub wełny drzewnej. Skorki mogą być bez trudu usuwane z ogrodu – należy tylko wynieść doniczki po zadomowieniu się skorków.
Mszyce zjada też biedronka siedmiokropka, która oprócz tego żywi się tarcznikami, wełnowcami i czerwcami. Dorosła biedronka zjada kilkadziesiąt mszyc dziennie, a larwa – kilkaset mszyc w ciągu swojego rozwoju. Domkiem odpowiednim dla biedronek hibernujących w większych grupach mogą być gałązki włożone do otwartego drewnianego pudełka, co stworzy małe puste przestrzenie pomiędzy nimi.
Larwy złotooków żerują na mszycach, roztoczach i innych miękkich stawonogach. Owady dorosłe żywią się pyłkiem i nektarem roślinnym oraz spadzią, albo są drapieżne – np. przedstawiciele rodzaju Chrysopa. W ciągu 2–3 tygodni potrafią zjeść nawet do 1500 mszyc.
Ofiarami łowików padają inne owady, jak osy, pszczoły miodne, mrówki, koniki polne, muchówki i błonkówki, a także pająki. Drapieżne są również larwy żyjące w glebie i spróchniałym drewnie. 
Równonogi (w Polsce zwłaszcza stonoga murowa) w ogrodzie żywią się padliną, inne gatunki są drapieżnikami. Lubią przestrzenie między cegłami i dachówkami, zapewniającymi schronienie przed deszczem, jednak preferują środowisko wilgotne.

## Przykłady występowania
9-metrowy hotel dla owadów był najwyższą budowlą Chelsea Flower Show w Anglii w 2011 i najwyższą konstrukcją w historii wystaw Chelsea. Stanowił część ogrodu B&Q, nagrodzonego złotym medalem, a zbudowany został przez dzieci w ramach programu edukacyjnego na rzecz zachowania różnorodności z użyciem odpadów takich jak stare książki, zabawki, papier, siano i rolki papieru toaletowego. Inne ogrody na tym samym festiwalu także zawierały hotele dla owadów.